# Dones publicistes
Dones publicistes és una introspecció de les dones dins del món de la publicitat. Però no en un sentit sexista on la dona es cosificada, sinó mostrant les dones que han revolucionat aquesta indústria. Dones publicistes pretén reflectir i fer visible el seu paper a la publicitatel, el que van fer aquestes dones i el que van aconseguir, ja no només a nivell laboral, sinó també a nivell social i polític.

## Mathilde C. Weil
Mathilde C. Weil (1822, Alemanya– 1901) va ser de les primeres dones en el món de la publicitat. Mathilde es dedicà a comprar espais publicitaris per a un diari alemany. Va ser llavors quan Weil va decidir dedicar-s'hi la publicitat.
Mathilde va començar la seva carrera al traslladar-se a Nova York i treballar com a traductora i periodista. Al cap de poques dècades des de la Guerra Civil, en el 1880, Weil va fundar la seva agència, The M. C. Weil Agency, que s'especialitzava en els anuncis per paraules per als periòdics. Mathilde C. Weil és la primera dona del país a fundar la seva pròpia agència de publicitat. Mathilde va ser considerada la primera dona professional de la publicitat en EE.UU. Weil sostenia que calia fer una publicitat per a les dones, ja que aquestes eren les que compraven.
Mathilde també va ser una dona involucrada en qüestions socialistes en defensa de la dona germà-americana treballadora. Mentres va ser oradora al costat d'altres personatges com Neymann i Alexander Jonas va defensar qüestions com el salari, les hores de treball i la labor que havien d'exercir les dones. Va defensar que el vot, la igualtat a l'educació i la igualtat salarial milloraria molt la situació de la dona, ja que tant Mathilde com Neymann sostenien que els drets de la dona havien de considerar-se dins del progrés humà.

## Helen Lansdowne Resor
Helen Lansdowne Resor (20 de febrer de 1886, Covington, Kentucky - 2 de gener de 1964) va ser una executiva de publicitat nord-americana amb J. Walter Thompson Co. (JWT). Una destacada copywriter, que va ser induïda de forma pòstuma en el Advertising Hall of Fame el 1967. Resor és acreditada com la primera dona en la història dels Estats Units a dissenyar i implementar campanyes publicitàries nacionals i la primera dona a treballar per JWT. Helen va ser nomenada número 14 en la llista de 100 publicistes del segle XX per Advertising Age.
Després de treballar en una fàbrica de la seva ciutat natal, Lansdowne Resor va obtenir la seva primera experiència publicitària com a auditora de factures per Procter & Collier al centre proper de Cincinnati, Ohio. Després Helen va accedir al seu primer lloc creatiu, escrivint anuncis minoristes pel Commercial Tribune, un periòdic amb seu a Cincinnati. El 1906, Lansdowne Resor es va convertir en redactora publicitària en Street Railways Advertising Co.
El 1907, Helen va tornar a  Procter & Collier on va treballar en campanyes per a clients com les sabates de la Creu Roja. El 1908, Lansdowne Resor es va convertir en la primera redactora en J. Walter Thompson Co. Tres anys després, va ser promoguda i traslladada a l'oficina de Nova York de l'agència, on va ajudar a crear la primera campanya per a l'escurçament de vegetals de Crisco.

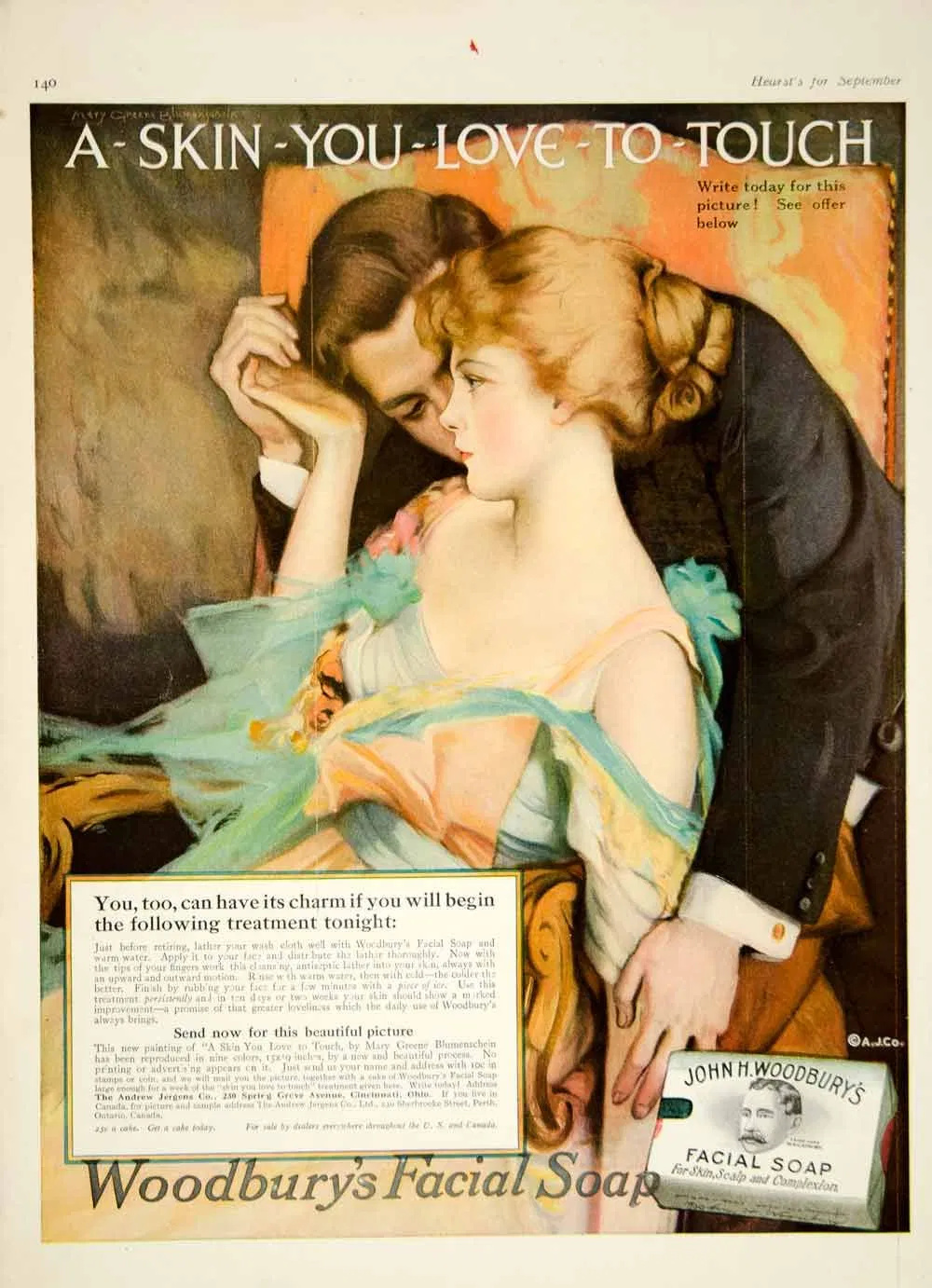
1916 Ladies' Journal ad.

Durant la Segona Guerra Mundial, Lansdowne Resor i el seu equip creatiu van ser responsables del desenvolupament i l'execució d'una campanya titulada "Les dones han de treballar per guanyar la guerra", que va resultar en tres milions de dones que van ingressar per força laboral el 1943.
Lansdowne Resor es va convertir en vicepresidenta de JWT i directora de l'agència, on va estar activa fins a 1958 després de patir una caiguda en l'oficina. Helen va ser pionera a proposar que s'utilitzessin testimoniatges de personatges famosos i en la utilització del “sex appeal” com a recurs publicitari. Va ser la primera a introduir el sexe en publicitat amb la seva campanya “A skin you love to touch” (“La pell que t'encanta tocar”), a través del seu anunci imprès de 1911 per Woodbury Soap Company. L'anunci, presenta a una dona amb una pell blanca sent tocada per un home. Ocupà el lloc 31 en la llista de Advertising Age de les 100 principals campanyes del segle xx. Lansdowne Resor va assessorar activament a dones joves, creant un departament editorial de dones dins de JWT, on es va animar a les dones a dir el que pensaven. Aquest departament és el Departament Editorial de Dones. Actualment, JWT ofereix una beca que porta el seu nom, que es basa en el suport i promoció de les dones publicitàries.
En les seves dècades de servei a la indústria publicitària, a Lansdowne Resor se li atribueixen una sèrie de contribucions que van ser fonamentals per donar forma a la indústria en el seu conjunt. Com la primera dona a planificar i desenvolupar campanyes publicitàries nacionals, es va convertir en un conducte a través del com moltes dones van poder ingressar al camp publicitari dominat pels homes. La seva dedicació a presentar amb sinceritat l'experiència femenina es fonamenta en la seva creença que "la còpia ha de ser creïble", la qual cosa la va encoratjar a fomentar la inclusió de més dones en el camp de la publicitat.

## Bernice Fitz-Gibbon

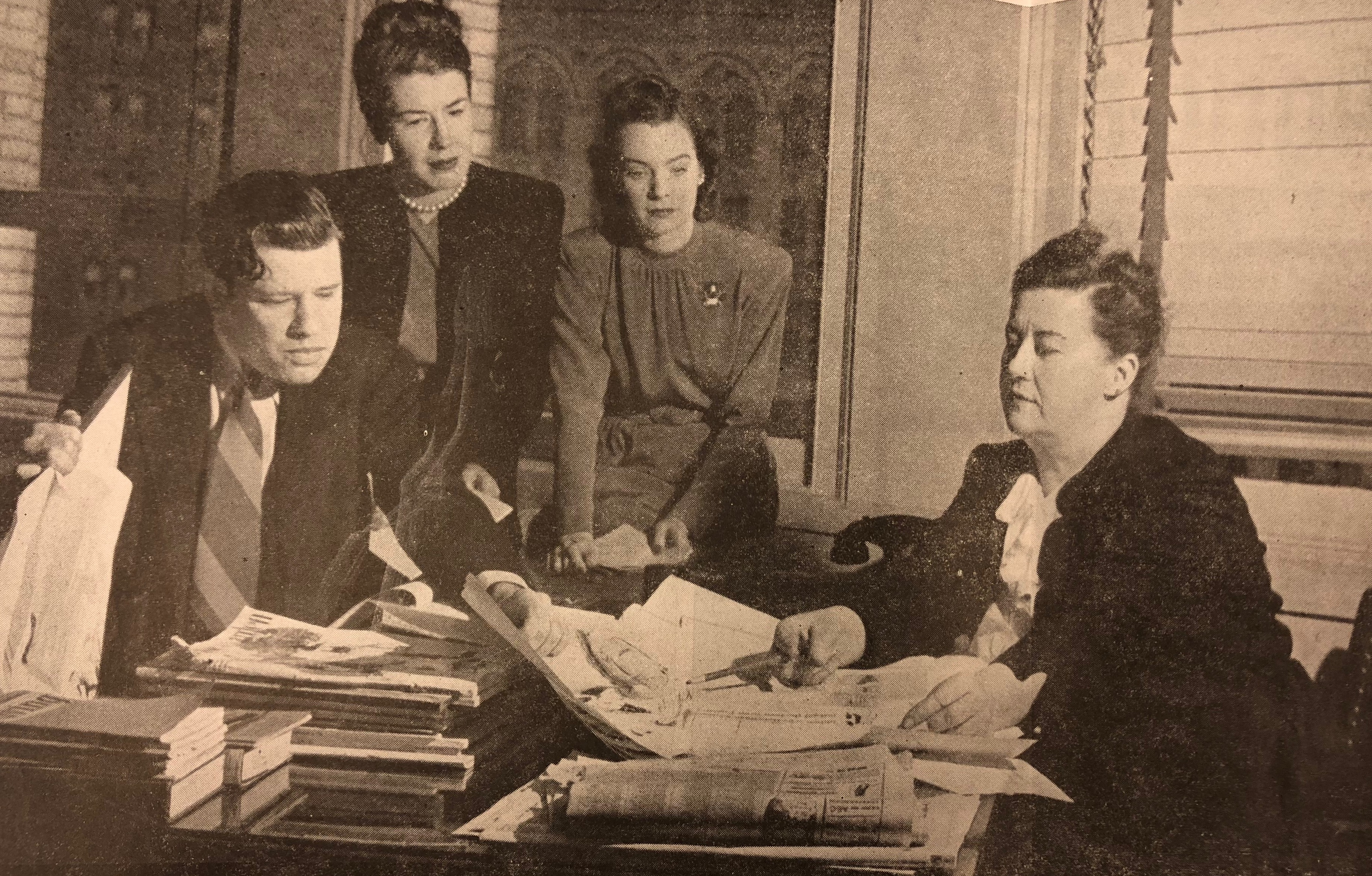
Bernice (a la dreta) treballant en una campanya.

Bernice Bowles "Fitz" Fitz-Gibbon (1894, Waunakee, Wisconsin - 22 de febrer de 1982) va ser una executiva dins del món publicitat nord-americana i pionera en la publicitat minorista. Va treballar en Marshall Field's, Macy's Inc., Gimbels i Wanamaker's. Bernice va ser inclosa en el Advertising Hall of Fame el 1982. Bernice Fitz-Gibbon va ser nomenada número 62 en les 100 persones del segle XX per Advertising Age. També va ser premiada per la Retail Advertising Confederation i el Copywriters Club de Nova York. Bernice també va fundar la seva pròpia agència el 1954.
Bernice es va graduar a la Universitat de Wisconsin – Madison. Va començar treballant en petits periòdics abans de trobar el seu lloc en Marshall Field's. Es va mudar a la ciutat de Nova York el 1926 per treballar en el compte de Macy's, on va escriure el lema o tagline “It's smart to be thrifty." ("És intel·ligent ser estalviador"). Bernice va treballar també en Gimbel's des de 1940 fins a 1954, on va escriure un altre dels seus lemes "Nobody, but nobody, undersells Gimbels." ("Ningú, però ningú, supera a Gimbels"). En Gimbels, Fitz-Gibbon era coneguda pels seus "Fitzkreigs", descrits com "un bombardeig de paraules que brollen del cervell afilat i altament imaginatiu de la senyoreta Fitz-Gibbon".
Bernice Fitz-Gibbon va continuar la seva ascendència i va tenir una notable disputa amb l'autor Sloan Wilson per les dones en el lloc de treball. Després de rebre nombrosos premis de la indústria i començar la seva pròpia signatura, Fitz-Gibbon es va retirar a Madison, Wisconsin el 1976. Va morir en Onalaska, Wisconsin.

## Margaret Fishback
Margaret Fishback, més tard Margaret Fishback Antolini (10 de març de 1900, Washington DC - 25 de setembre de 1985), va ser una escriptora tant de poesia com de prosa nord-americana des de finals de la dècada de 1920 fins a la dècada de 1960. Margaret es va llicenciar per la universitat Goucher College.
Margaret va ensenyar anglès i història en la Columbia Junior High School després del seu primer any després de la universitat. A l'any següent, va trobar un treball a la ciutat de Nova York en el departament d'organització de Tamblyn & Brown, una destacada signatura de recaptació de fons, però aviat va trobar un treball més creatiu en la divisió de publicitat de R. H. Macy & Company, on va ser promoguda ràpidament.
Fishback, igual que la seva predecessora Bernice Fitz-Gibbon, també va treballar per Macy's i es va unir com a redactora publicitària divisional el 1926 fins a 1942 on va acabar com a redactora cap. Va ser pionera en l'ús de la ironia i la jocosidad. Segons una gran col·lecció dels seus documents del Duke's Hartman Center for Sales, Advertising, and Màrqueting History, "Fishback va contribuir a campanyes publicitàries per Arrow Shirts, Brodin's, Xef Boy-Ar-Dee, Clairol, DuPont, Gimbels, Great Atlantic & Pacific Tea Company (A&P), Hanes Hosiery, Martex, Norsk, Pabst Blue Ribbon, Seagram's, Simmons Beautyrest i Wrigley, entre uns altres."
Durant la dècada de 1930, Margaret es va convertir en la redactora publicitària femenina millor pagada del món. Va ser publicada en The New Yorker, New York Herald Tribune i en diverses revistes de dones conegudes.

## Shirley Polykoff
Shirley Polykoff (18 de gener de 1908, Brooklyn - 4 de juny de 1998) va ser una dona pionera en la publicitat nord-americana que va ascendir d'un lloc de redactora principiant a un lloc de executiva d'alt nivell. Shirley va començar la seva carrera en vendes de publicitat minorista i va treballar breument com a secretària en Harper's Bazaar abans de prendre un lloc en l'agència de publicitat Foote, Cone & Belding (FCB). El 1955, Polikoff es va fer càrrec del compte de Clairol, i la seva campanya publicitària, que es va convertir en un clàssic. El seu "Does She... Or Doesn't She?" ("Ella... o ella no?"), és l'eslògan de la marca acompanyat pel lema "El color del cabell és tan natural que només el seu perruquer ho sap amb certesa", desenvolupat el 1956. Shiley va fer amb això que la quota de mercat de l'empresa aconseguida el 50 %. També va crear l'eslògan “If I’ve only one life, let me live it as a blonde!” (“Si només tinc una vida, deixa'm viure-la com a rossa!”) per a la mateixa marca. Polykoff es va retirar el 1973 de Foote, Cone & Belding després de convertir-se en vicepresidenta executiva i directora creativa.
Encara que el seu treball creatiu va encoratjar a les dones a fer-se càrrec de les seves pròpies vides, no volia que la veiessin guanyant més que el seu espòs advocat, i va insistir que la seva agència de publicitat limiti el seu salari a $ 25,000 a l'any. Després de la mort del seu cònjuge, el seu salari es va duplicar dues vegades en menys de deu anys.
Shirley va ser la número 24 en Advertising Age 100 persones del segle XX i és molt probable que sigui la model del personatge Peggy Olson en la sèrie de televisió Mad Men. Polykoff va canviar les normes culturals d'aquest sector, la qual cosa li va valer un lloc en el Saló de la Fama de la Publicitat el 1981.

## Paula Green
Paula Green (18 de setembre de 1927, Los Angeles, Califòrnia - 4 de desembre de 2015) també va ser una executiva de publicitat nord-americana. Es va graduar a la Universitat de Califòrnia, en Berkeley. Paula va escriure la lletra de la cançó "Look for the Union Label" per la International Ladies' Garment Workers' Union (ILGWU) i el lema de l'agència de lloguer de cotxe Avis "We Try Harder" (Treballem més dur). Paula Green va ser una altra de les dones pioneres al món de la publicitat.
Paula va ser redactora en Seventeen i després va treballar en la LC Gumbinner Agency. Green va començar la seva carrera en l'agència Doyle Dane Bernbach(DDB) supervisada per Phyllis Robinson. El seu èxit inicial en Doyle Dane Bernbach amb la campanya publicitària per al lloguer de cotxes de Avis li va permetre crear la seva pròpia agència de publicitat.
El 1969, va fundar la seva pròpia agència, Green Dolmatch, que es convertiria en Paula Green Advertising, i que tenia clients com Goya Foods, per qui va idear l'eslògan "Goya Oh Boy-a". Paula Green també va dissenyar la campanya publicitària de concientización sobre el càncer de mama per a la Societat Nord-americana contra el Càncer. La seva campanya "No tinguis por, és el que no saps que pot danyar-te", va encoratjar a les dones a realitzar autoexámenes en les mames, en un moment en què les regulacions dificultaven fins i tot descriure correctament el procés. Uns altres dels clients de Paula Green Advertising van ser Subaru i The New York Times.
Els registres del seu treball inclouen centenars d'arguments raonats i mètodes que Paula utilitzava per a la comercialització de productes alimentaris. Sovint, Green va argumentar en contra d'un món enganyós que associa estils de vida amb productes. Paula es va centrar íntegrament en els mèrits dels seus productes. La redacció de Green implicava oracions ben escrites per recolzar les seves paraules, a més d'una metodologia intel·ligent per expressar les seves idees.

## Mary Wells Lawrence

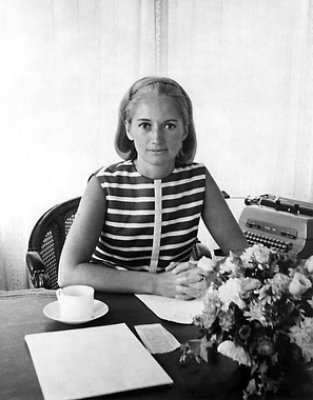
Mary Wells Lawrence treballant a Wells Rich Greene al 1069 com a directora i fundadora de la agencia.

Mary Wells Lawrence (nascuda com Mary Georgene Berg el 25 de maig de 1928 en Youngstown, Ohio) va ser la presidenta fundadora de Wells, Rich, Greene, una agència de publicitat coneguda pel seu treball creatiu. Lawrence va ser la primera dona CEO d'una companyia que cotitza en la Borsa de Nova York.
A finalitats de la dècada de 1940, Wells va estudiar durant dos anys en el Carnegie Institute of Technology en Pittsburgh, Pennsylvania. Mentre estava allí, es va convertir en membre de Kappa Alpha Theta. Va començar la seva carrera publicitària en Youngstown, Ohio el 1951, com copywriter o redactora dels grans magatzems de McKelvey. Per 1952, s'havia convertit en advertising manager o gerent de publicitat de moda de Macy's.
Lawrence va treballar com a redactora i cap de grup de còpia en McCann Erickson el 1953, després es va unir com "brain trust" (assessora) de l'agència de publicitat Lennen & Newell. El 1957, va treballar en Doyle Dane Bernbach durant set anys. En el seu llibre, A Big Life in Advertising, Lawrence va citar als socis de DDB, James Edwin Doyle, Maxwell Dane i William Bernbach com a influències significatives en la seva carrera posterior. Mary va participar en campanyes per Volkswagen, amb el “Think Small” (“Pensa en petit”) i per Avis, amb “Avis is only No. 2, sota we try harder” (“Avis és el número dos, per la qual cosa treballem més dur”).
El 1964, Lawrence es va unir al nou grup de publicitat, Jack Tinker and Partners. Els membres d'aquest nou i revolucionari grup d'experts van ser denominats "Tinker's Thinkers". Els “Thinkers” o "Pensadors" crearien campanyes publicitàries per a altres agències en Interpublic. El seu deixant es va elevar al món de la publicitat amb l'èxit de la seva campanya publicitària per Braniff International Airways, "The End of the Plain Plane". Una altra de les campanyes de Mary va ser la de “I can't believe I ate the whole thing” (“No em puc creure que m'ho hagi menjat tot”), per a l'empresa Alka-Seltzer, que va guanyar un premi Clio el 1971.
Després de l'èxit de la campanya de Braniff, Lawrence va fundar Wells Rich Greene el 5 d'abril de 1966 i es va convertir en la presidenta de l'agència. Els principals clients de WRG van incloure American Motors, Cadbury Schweppes, IBM, MCI Communications, Pa American World Airways, Trans World Airlines, Procter & Gamble, Ralston Purina, RC Cua i Sheraton Hotels and Resorts. Braniff va seguir sent client de Wells Rich Greene fins a 1968. Cap a finas del 1960, Lawrence va estar darrere de la campanya de màrqueting de Benson and Hedges, la qual cosa va augmentar les vendes de la marca en mil milions de cigarrets el 1966 i a 14 mil milions el 1970.
Va ser seleccionada pel vicepresident dels Estats Units, Nelson Rockefeller, per ser membre de la seva Comissió d'Eleccions Crítiques per als nord-americans, i també va ser convidada pel president dels Estats Units, Gerald Ford, per representar els negocis en un Cim Econòmic a Washington, D.C.
Mary Wells va ser una de les fundadores del blog wowOwow, actualment PureWow, que recopila articles escrits exclusivament per dones. L'any 2000, Mary va ser inclosa en el Advertising Hall of Fame.

## Jane Maas
Jane Maas (14 de març de 1932, New Jersey - 16 de novembre de 2018) va ser una executiva i autora de publicitat nord-americana. Es va matricular en la Bucknell University de Pennsilvània per fer teatre. Va passar la major part dels quatre anys d'universitat en els escenaris i quan es va graduar, va rebre una beca Fulbright i va realitzar un Màster d'Anglés a la Universitat de Cornell en Ithaca, Nova York.

I Love New York

Maas va començar la seva carrera a en els anys 50 treballant com a investigadora i secretària en la revista Time Inc.. El 1957, amb 25 anys, Jane va ser nomenada Productora Associada, cobrant 150 dòlars a la setmana al programa televisiu Name That Tune. Posteriorment, Maas es va unir com a editora junior a Ogilvy & Mathers el 1964 i va ascendir a directora creativa. Jane es va convertir en la segona vicepresidenta femenina de l'agència. Maas va portar els comptes de Dove-for-Dishes, Miss Clairol, Vanish i Maxim. Jane Maas, va ser la primera dona a formar part de l'equip creatiu d'American Express Travel, un compte fins avui integrat únicament per homes. La campanya més controvertida va ser la de Cafè Maxim House de General Foods, per “Ús Maxim perquè crec que és excel·lent. Però, el més important, perquè el meu marit també ho pensa”. Que va ser catalogada per la NOW (National Organisation of Women) com “la campanya de publicitat més detestable”.
El 1976, Maas es va unir a l'agència Wells Rich Greene com a vicepresidenta sènior i directora creativa. En WRG, a Maas se li atribueix l'haver guiat la campanya de turisme d'I Love New York per al Departament de Comerç de Nova York.
Jane Maas és considerada una de les pioneres al món de la publicitat. Maas va començar la seva carrera durant una era en la qual poques dones treballaven en llocs creatius o executius i amb freqüència la hi esmenta com una de les mares fundadores de la publicitat.
El 1981, Jane va treballar per a la línia d'hotels Hemsley com a directora del departament de publicitat i màrqueting. Jane Maas també va ser presidenta de Muller Jordan Weiss el 1982. El 1986, Maas va ser guardonada amb el premi Matrix Award i nomenada Advertising Woman of the Year per la Advertising Women of New York. Jane va treballar també per a l'agència Muller Jordan Weiss i després de sis anys, Maas es convertiria en presidenta de l'agència Earle Palmer Brown el 1989. En 2015, a l'edat de 83 anys va admetre seguir treballant.

## Charlotte Beers
Charlotte Beers (nascuda el 26 de juliol de 1935 en Beaumont, Texas) és una empresària nord-americana i va ser Sotssecretària d'Estat.
Charlotte va començar a treballar el 1964 en el Departament de Recerca i, més tard, com Product Manager de l'empresa fabricadora d'arròs Uncle Ben, de Mars, Inc. Beers també va treballar en l'agència de publicitat JWT en el Departament de Cunetes com a Supervisora de Cunetes fins a convertir-se en la primera vicepresidenta femenina en la signatura.
Després, Charlotte va ser CEO de Tatham-Laird & Kudner fins a 1992, com a Principal Cap d'Operacions. Charlotte també va ser CEO de Ogilvy & Mather fins a 1996. En aquell moment l'empresa estava sumida en una crisi ja que estaven absents la visió i els valors de l'empresa. Charlotte va començar a fer una sèrie de canvis: va canviar la percepció social que tenia l'agència, ressaltant la qualitat de la publicitat d'O&M; va ressaltar la importància de vendre marques, no només productes i va potenciar la marca O&M; el que la va portar a establir una visió d'empresa molt forta, caracteritzat pel tracte i seguiment del client, i una publicitat, que pot ser que no fos tan moderna però era eficaç.
El 1997, Charlotte va ser portada del primer nombre de la revista Fortune per presentar a les dones més poderoses dels Estats Units pels seus assoliments en la indústria publicitària. El 1999, Beers va rebre el "Premi Legend in Leadership", del Chief Executive Leadership Institute de la Yale School of Management.
Des d'octubre de 2001 fins a març de 2003, Charlotte va treballar per a l'Administració Bush com a Sotssecretària de Diplomàcia Pública i Assumptes Públics. En 2002, Beers va treballar per al Departament d'Estat dels EE.UU. per produir videos de propaganda amb la intenció de vendre un "nou" Estats Units als musulmans de tot el món. Ho va fer per demostrar que els musulmans nord-americans vivien feliç i lliurement als Estats Units després de l'atac de l'11 de setembre, anomenat Post 11-S i la Guerra de l'Afganistan. La Iniciativa de Valors Compartits de $ 15 milions va produir cinc curts documentals per a televisió, ràdio i impresos amb missatges de valors compartits per a països musulmans clau.
Charlotte va ser nomenada “Dona de l'any” per la revista Glamur. També va guanyar un premi Sara Lee Frontrunner, i un Matrix Award de l'associació Dones en Comunicacions de Nova York. A més, en 2009 va ser inclosa en l'Advertising Hall of Fame.
Actualment forma part del “Martha Steward Living Omnimedia” i imparteix seminaris al voltant d'Europa i Estats Units, mitjançant un projecte anomenat “The X Factor”.

## Caroline R. Jones
Caroline Robinson Jones (15 de febrer de 1942, Benton Harbor, Michigan - 28 de juny de 2001) va ser una de les primeres figures publicitàries afroamericanes. Es va graduar per la Universitat de Michigan en Ann Arbor, Michigan. Jones va començar com a secretària i va passar a ser copywriter per a agències de publicitat com a J. Walter Thompson i Batten, Barton, Durstine i Osborn (BBDO). Va començar amb clients com Ponds, Chun King, Scott Paper i la American Gas Association. Caroline va ser de les primeres dones a fundar una agència especialitzada en publicitat minoritària. Va ser cofundadora de Caroline Jones Advertising, Zebra Associates i Mingo-Jones. Aquestes van ser les primeres agències creades principalment per executius afroamericans i també de les primeres a centrar-se especialment dirigides al sector de la publicitat minoritària. El 1970, Caroline  va ser nomenada una de les dones més destacades en comunicacions i va guanyar els seus primers premis de publicitat el 1971, inclòs un pel seu treball en la Southern Voter Registration Drive. La cartera de clients de Caroline Jones Advertising va incloure American Express, National Urban League, i Miller High Life. A més d'altres marques com McDonald's o  Anheuser-Busch.
El 1972, Jones va començar a treballar com a redactora sènior en  Kenyon & Eckhardt on es convertiria en sòcia i directora creativa. Caroline va ser reclutada com a consultora sènior en Kabon Consulting. El 1974, Caroline va cofundar el Grup Creatiu Negre i el 1975 es va convertir en vicepresicenta de BBDO. El 1977, es va unir a Frank Mingo i Richard Guilmenot com a directors d'una nova agència afiliada a Interpublic. Mingo-Jones es va especialitzar a adaptar les campanyes generals del mercat a una audiència negra. El 1979, Caroline va desenvolupar l'eslògan "We Do Chicken Right!" per a la cadenes de restaurants Kentucky Fried Chicken (KFC). Durant la realització d'aquesta campanya Caroline treballava en Mingo-Jones, on era vicepresidenta executiva i directora creativa. Jones va assessorar durant la campanya presidencial de Carter-Mondale el 1984, la campanya Mondale-Ferraro i les campanyes per a alcaldes de la ciutat de Nova York com David Dinkins. Caroline també va assessorar en la campanya presidencial de Jesse Jackson i al partit PLP de les Bahames com a part del seu treball de relacions públiques per al país.
El 1986, Caroline Jones va deixar Mingo-Jones per formar la seva pròpia agència, Caroline Jones Advertising, que el 1994 va passar a cridar-se Caroline Jones, Inc. i que va funcionar fins a la seva mort en 2001. Els seus principals clients van incloure el Ministeri de Turisme de Bahames, a més de McDonald's i Anheuser-Busch. Jones També va crear campanyes per la United Black College Fund, Healthy Start i l'Associació per una Amèrica Lliure de Drogues.
Caroline va ser Dona de l'Any de la revista Advertising Women of New York el 1990. Va ser membre de les juntes directives del Advertising Council, Long Island University, Women's Bank of New York i del New York State Banking. Caroline va presentar el programa "Focus on the Black Woman" per WNYC Radi i va presentar "In the Black: Keys to Success" per WOR-TV.

## Linda Kaplan-Thaler

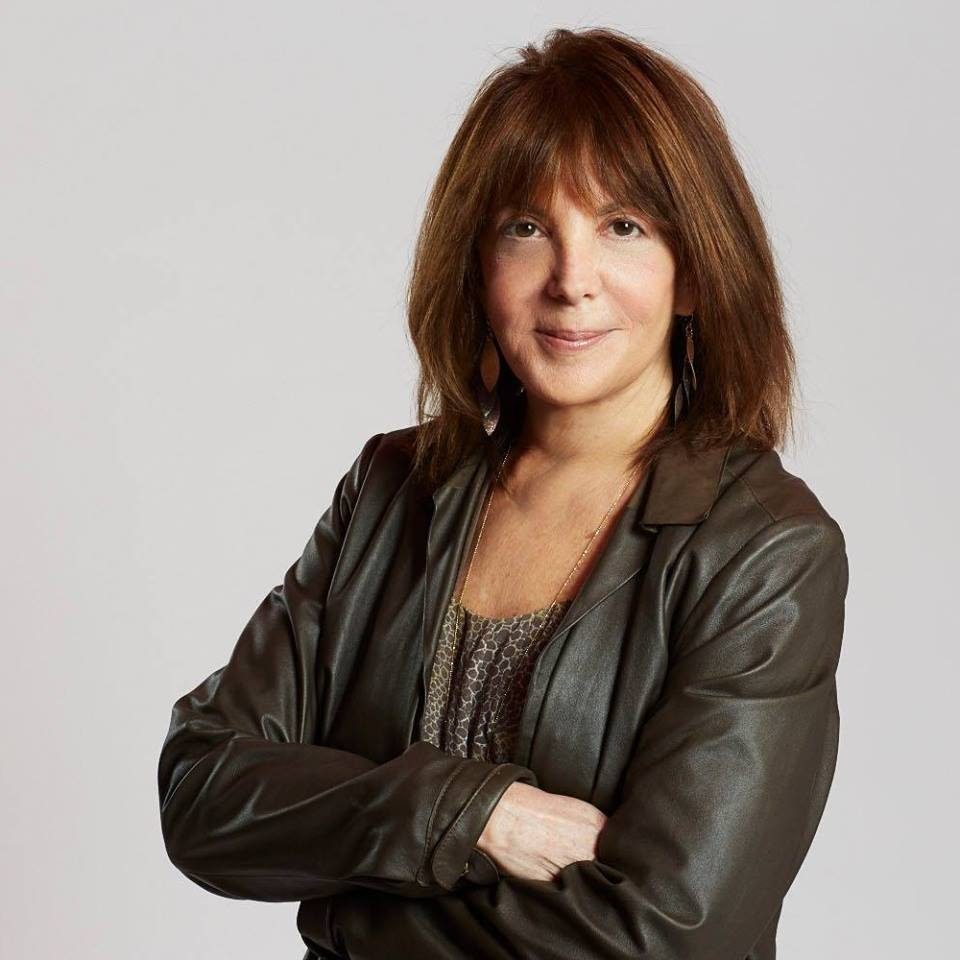
Linda Kaplan Thaler

Limita Kaplan Thaler (1951, Nova York) és una publicista i autora nord-americana. Es va graduar de la Bronx High School of Science el 1968. Va estudiar en CCNY, va obtenir una llicenciatura en psicologia i després un mestratge en música de la mateixa institució. Actualment és directora executiva i presidenta de Kaplan Thaler Productions. Com a anunciant, va ajudar a crear campanyes publicitàries que són ben conegudes en la cultura nord-americana, inclòs l'ànec Aflac i la campanya "Sí, Sí, Sí" per Clairol Herbal Essence. És autora i va compondre jingles, incloent "No vull créixer, sóc un nen de Toys" per Toys R "Us", i "Moments Kodak" per Kodak. Linda També va treballar en campanyes per Burguer King i Pepsi. A més, Limita Kaplan-Thaler és una oradora motivadora en empreses i universitats.
Linda va passar 17 anys en J. Walter Thompson, on va ser vicepresidenta sènior, després va ser a Wells Rich Greene com a vicepresidenta executiva i directora creativa executiva. En el 1997 Linda va fundar el grup Kaplan Thaler sent així la seva directora executiva i directora creativa. Kaplan Thaler va ser presidenta de Publicis New York fins a 2016.
Kaplan Thaler també ha treballat en diverses campanyes polítiques, incloses les eleccions presidencials per a Bill Clinton i Al Gore el 1992 i Hillary Clinton en 2008, així com Bill Bradley en 2000.
Linda ha aparegut en The Apprentice, Good Morning America, Today, CNN i Fox News. Va ser presentadora de la sèrie de televisió Oxygen, "Making It Big" i va ser jutge en la sèrie de realitat Mark Burnett, "Jingles".
En 2015, Kaplan Thaler va ser inclòs en el American Advertising Hall of Fame. També va rebre el premi Clio Lifetime Achievement Award al 2016.
Limita Kaplan-Thaler consigí el Premi Matrix Woman in Communications de Nova York, el Premi a la Dona Publicitària de l'Any de Advertising Women of New York, el Premi Humanitari Mac Dane de la UJA, el Women's Leadership Exchange’s Compass Award i el Premi Woman of Distinction de Girl Scout. Dels seus 13 Premis Clio, dos van ser a la Millor Música Original i Lletres. També va ser la primera dona en publicitat a rebre el New York Premio Muse a les dones al cinema i la televisió. En 2010, Kaplan Thaler es va exercir com a Presidenta de les Dones en les Comunicacions de Nova York. Actualment és membre del Consell Assessor del Centre Colin Powell en CCNY i és membre de la Junta Assessora del programa de mestratge en Branding i Comunicacions Integrades en CCNY.

## Cheryl Berman
Cheryl Berman, va començar la seva carrera com a periodista per al seu oncle. El 1974, Cheryl s'uniria a Leo Brunett com a redactora. El 1994, Berman va ser la primera dona a ser nomenada membre de la Junta Directiva de l'agència.
El 1997, Cheryl es va convertir en responsable de la part creativa i creadora de marca de l'agència. Cheryl es va estrenar amb una campanya “United” pels Nittany Lions. “How do you handle a Nittany Lion? Very carefully.” (“Com maneges a un lleó de Nittany? Molt acuradament.")
En 2002, Cheryl va elaborar des de zero la campanya “Rememberin'” per Hallmarkt. També va llançar la campanya “Mike” per a McDonald's sobre una història real d'un noi amb Síndrome de Dawn. Aquesta campanya va obtenir el segon lloc en la Super Bowl. També ha escrit música per a altres clients com Disney.
En 2004, Cheryl va tocar per a una presentació anomenada 'Miss Understood: She's Not Buy Your Ads', que va fer el seu debut en el Festival Internacional de la Creativitat a Cannes. En 2005, Cheryl va presentar el programa “Artist in Residence” de Burnett.
Cheryl Berman ha rebut diversos reconeixements de la indústria, inclòs el nomenament de Ad Woman of the Year a Chicago el 1997, a més de ser presentada com la “Determined Ms. Berman” (“Determinada Ms. Berman”) en la Creative Leaders of The Wall Street Journal. També ha participat en nombrosos jurats el festival de cinema i titani a Cannes i compta amb nombrosos premis, inclosos 20 lleons de Cannes.
Actualment, com a presidenta de la companyia ofereix assessoria sènior a moltes marques. Gràcies al seu lideratge ha estat l'agència més premiada en els últims quatre anys.